# Barx
Barx là một đô thị ở comarca Safor cộng đồng Valencia, Tây Ban Nha. Đô thị này có diện tích 16,1 km², dân số thời điểm năm 2006 là 1407 người.